# Gunar Kirchbach
Pour les articles homonymes, voir Kirchbach (homonymie).
Gunar Kirchbach, né le 12 octobre 1971 à Bad Saarow, est un céiste allemand pratiquant la course en ligne.

## Palmarès

### Jeux olympiques
- Médaille d'or aux Jeux olympiques de 1996 à Atlanta en C-2 1 000 m avec Andreas Dittmer[1].

### Championnats du monde
- Médaille de bronze aux Championnats du monde de 1993 à Copenhague en C-2 500 m avec Andreas Dittmer
- Médaille d'or aux Championnats du monde de 1994 à Mexico en C-2 1 000 m avec Andreas Dittmer
- Médaille de bronze aux Championnats du monde de 1995 à Duisbourg en C-2 500 m avec Andreas Dittmer
- Médaille de bronze aux Championnats du monde de 1995 à Duisbourg en C-2 1 000 m avec Andreas Dittmer
- Médaille d'or aux Championnats du monde de 1997 à Dartmouth en C-2 1 000 m avec Matthias Röder